# 韓氏真蘚
韓氏真蘚（学名：Bryum handelii）为真蘚科真蘚屬下的一个种。